# مطالب بالعرش
المطالب بالعرش كما يُعرف بـ المُدَّعي هو الاسم الذي يُطلق شخص لديه الحق أو قادر على الادعاء بأن لديه منصبًا أو رتبة شرف، من الممكن أن يشغلها شخص آخر (عادة ما يكون معروفًا أكثر)، أو هو شخص قد يمارس صلاحياته شخص أو سلطة أخرى، تشير الكلمة في معظم الأحيان إلى ملك سابق، أو شخص من نسله، احتُل عرشه، أو أُلغي، أو ادعى أحقيته خصم ما.
يُفضل استخدام مصطلح «المطالب» أحيانًا، لكن لا يُعتبر مصطلح «الادعاء» مهينًا في هذا السياق. ينحدر المعنى الأصلي للكلمة الإنجليزية يدَّعي (بالإنجليزية: Pretend) من المعنى الفرنسي لكلمة يدَّعي (بالفرنسية: Pretendre) (ومن الكلمة اللاتينية Praetendo قبلها)، وكانت تعني في الأصل «التقديم، أو المطالبة، أو الادعاء». بالتالي كان المُدَّعي ببساطة هو الشخص الذي يقدم أو يعلن مطالبته بحق ملكية لقب ما، أو يمكننا وصفه بمصطلحات حديثة بأنه الزاعم. لم تكتسب الكلمة معناها الحديث وهو الزعم أو الادعاء الباطل إلا في فترة لاحقة.
من الممكن أن ينطبق مصطلح «المُدَّعي» على زاعمين مطالبين بحقوق حقيقية جدلًا (مثل المدَّعين العديدين في حرب الوردتين الذين يعتبرون حكم الأمر الواقع الملكي اغتصابًا). يمكن أيضًا استخدام المصطلح لوصف أولئك الذين لديهم حق قابل للجدل في منصب لا يطالبون به فعليًا، بالإضافة إلى المحتالين ذوي الادعاءات المختلقة كليًا (على سبيل المثال، مطالبة لامبرت سيمنل وبيركن واربيك بعرش الملك هنري السابع). غالبًا ما ينتحل الأشخاص المصنفين ضمن المجموعة الأخيرة شخصية ملك متوفى أو مفقود لدعم ادعاءاتهم، ويُشار إليهم أحيانًا وضوحًا على أنهم مطالبين زائفين أو منتحلي الملكية كـ سبستيان الأول ملك البرتغال ولويس السابع عشر ملك فرنسا وغيرهم، يُدعى مَّدعي صفة البابا الكاثوليكي بالبابا المزيف.

## في الإمبراطورية الرومانية
عرفت روما القديمة العديد من المدعين أحقيتهم لعرش منصب إمبراطور روما، خصوصًا أثناء أزمة القرن الثالث.
يُشار إلى هؤلاء عادة باسم الطغاة الثلاثين، كشكل من أشكال التلميح إلى طغاة أثينا الثلاثين قبل 500 سنة تقريبًا، رغم أن المقارنة تُعتبر موضع شك، إذ كان طغاة الرومان طامحين بشكل منفصل، ولم يشكلوا لجنة للسلامة العامة (كطغاة أثينا). بالتالي تمثل ترجمة جيمس لوب للفصل المناسب من كتاب تاريخ أوغسطن (بالإنجليزية: Augustan History) النسخة اللاتينية من الطغاة الثلاثين لتجنب هذا التشابه المصطنع والمربك. لم يُعتبروا جميعهم مدعين بعد ذلك، إذ نجح العديد منهم في أن يصبحوا أباطرة على الأقل في جزء من الإمبراطورية لمدة قصيرة من الزمن.

## المدَّعون الإغريق

### الإمبراطورية البيزنطية
استمر النزاع على خلافة الإمبراطورية البيزنطية لمدة طويلة في القسطنطينية. وتصاعد النزاع بعد سقوط القسطنطينية أمام الحملة الصليبية الرابعة عام 1204، واستعادتها أخيرًا من ميخائيل الثامن باليولوج، وأصبح هناك ثلاث دول خليفة للإمبراطورية البيزنطية، يدَّعي كل منها أنها الإمبراطورية الرومانية، بالإضافة إلى العديد من المطالبين اللاتينيين بالعرش (من ضمنهم جمهورية البندقية، وعائلتي مونت فيرات وكورتيني) المطالبين بالإمبراطورية اللاتينية التي أنشأها الصليبيون لتحل محلهم. كانت هذه الدول والألقاب تخضع أحيانًا لادعاءات عديدة.

### المدعون القبرصيون
بعد هزيمة ووفاة الملك جيمس الثالث ملك قبرص عام 1474، انتقل أخيه غير الشرعي الأصغر، يوجين ماتيو دي لوسينان (توفي عام 1523) إلى صقلية، ومن ثم إلى مالطا. تم الاعتراف به على أنه الوريث الشرعي لعرش قبرص، وأرمينيا، وبيت المقدس، وأنطاكية، رغم أنه لم يبذل جهودًا جدية لمتابعة هذه الادعاءات على الإطلاق. ابتُكر لقب «بارون باكاري» عام 1508 من أجل جاك ماتيو (يوجين ماتيو) وباقي ذريته إلى الأبد. ذهب يوجين، الابن غير الشرعي لملك قبرص جاك الثاني، عندما نُفيت عائلته، إلى نابلس أولًا، ثم صقلية، ثم استقر في مالطا وتزوج من وريثة صقلية هي الدونا باولا مازارا (سليلة عائلة آرغون في صقلية وآرغون الملكية).

### اليونان الحديث
طالب قسطنطين الثاني بعرش المملكة اليونانية الحديثة، ونُصِّب ملكًا عليها من عام 1964 حتى 1973. وينتمي إلى عائلة شليسفيغ-هولشتاين-سوندربورغ-غلوكسبورغ، وهي الفرع الرئيسي من عائلة أولدنبورغ. وكان ابنه بافلوس، ولي عهد اليونان هو وريثه المحدد.

## مدعون سلطنة العثمانية
حاول جم سلطان ابن الثاني لـ محمد الفاتح استيلاء على السلطنة بعد وفاة والده، ولكن هُزم في معركة بعد أشهر على يد أخيه الأكبر بايزيد الثاني، مما أدى بفراره إلى جزيرة رودس ، ثم إلى الولايات البابوية في النهاية، ادعى نسله العرش حتى هزيمة الفرسان الإسبتارية على يد العثمانيين في القرن السادس عشر. بعد إلغاء الإمبراطورية العثمانية ووصول سادة الجمهورية التركية إلى السلطة ، ادعى الرؤساء العائلة العثمانية المتعاقبون عرش الإمبراطورية، يعتبر هارون عثمان متظاهر الحالي بالبيت الإمبراطوري منذ 18 يناير 2021.

## المدعون الروس
يوجد جدال كثير حول هوية الوريث الشرعي للعرش الروسي، بالإضافة إلى نزاع مرير داخل الأسرة نفسها. يعتبر البعض الدوقة الكبيرة ماريا فلاديميروفنا الوريثة الشرعية. فهي الابنة الوحيدة للدوق فلاديمير الأكبر الذي توفي عام 1992، وهو الحفيد الأكبر للقيصر ألكسندر الثاني، الذي اعتبره البعض آخر ذكر في السلالة الحاكمة في آل رومانوف. يعتقد بعض المعارضين لها أنها غير مؤهلة للمطالبة بالعرش لأنها وُلدت نتيجة زواج مرغنطي تحت الحكم الملكي الروسي، وقد أُلغي هذا عام 1917. بينما يعارضها آخرون بسبب أسباب مشابهة للفكر المناهض لأورليان: إذ ألغت خيانة جدها وطموحه الذي يخص السلالة الحاكمة أي حقوق لفرع عائلتها من السلالة السابقة.
ما يزال آخرون يؤكدون على أن قواعد الزواج الصارمة قبل الثورية لعائلة رومانوف لا تترك مجالًا لأحد بالادعاء بأنه الوريث الشرعي لإرث السلالة الحاكمة. اعتبر آخرون أن أمير روسيا نيكولاس رومانوف هو رئيس العائلة، كونه سليل الإمبراطور نيكولاس الأول والرئيس المُنتَخَب لجمعية عائلة رومانوف التي تتألف من معظم ذكور ذرية أباطرة عائلة رومانوف. لم يرزق هو ولا أخيه الأصغر، الأمير ديمتري رومانوف، بذكور، ولم تقدَّم أية طلبات من هذا الفرع من العائلة بعد وفاتهما.
حاولت آنا أندرسون أن تثبت بأنها الدوقة الكبرى أنستاسيا نيكولايفنا من روسيا، الابنة الضائعة لنيكولاس الثاني، لكن أثبت فحص الحمض النووي في النهاية أنها تنتحل هويتها. رغم أنها لم تطالب بالعرش، إذا لم تتمكن أية امرأة من الوصول إلى العرش الروسي في حال وجود أي ذكر من السلالة الحاكمة على قيد الحياة، وأصبحت أكثر شهرة من أي ممن ادعوا كونهم من عائلة رومانوف.
الأمير كارل إيميتش من لينينغن (المولود عام 1952) الذي اعتنق الأرثوذكسية الشرقية مؤخرًا هو آخر المطالبين بالعرش الروسي تحت اسم الأمير نيكولاي كيريلوفيتش من لينينغن. فهو حفيد الدوقة الكبرى ماريا كيريلوفنا من روسيا (أخت فلاديمير، وعمة ماريا فلاديميروفنا)، وحفيد حفيد كيريل فلاديميروفيتش، دوق روسيا الأكبر. يدعم الحزب الملكي في روسيا الأمير نيكولاي باعتباره وريث العرش الروسي، لأنه يعتبر أن ماريا فلاديميروفنا رومانوفا وونيكولاس رومانوف ليسا من السلالة الحاكمة. في أوائل عام 2014، أعلن نيكولاي كيريلوفيتش نفسه على أنه الإمبراطور نيكولاس الثالث (خليفة الإمبراطور نيكولاس الثاني).
عام 2007، تزوج نيكولاس من الكونتيسة إيزابيل فون أوند زو إيغلوفشتاين، وعام 2010، رزق بابنه إيميتش.

## مملكة بيت المقدس
حمل أباطرة أثيوبيا لقب «ملك صهيون» أثناء ادعاءهم بأنهم ينتمون لسلالة الملك داود عن طريق ابنه الملك سليمان. استغنى منليك الثاني عن استخدام لقبه. واصل الأباطرة الأثيوبيين التغني برفعة حادثة «قهر أسد قبيلة يهوذا» حتى انتهاء الحكم الملكي بسبب سقوط الإمبراطور هيلا سيلاسي عام 1974.
منذ سقوط مملكة بيت المقدس، ادعى العديد من الحكام الأوروبيين كونهم الوريث الشرعي. على أي حال، لم يحكم أي منهم فعليًا جزءًا من المملكة السابقة. يوجد العديد من الأوروبيين المحتملين المطالبين بوراثة اللقب، لكن لا يملك أي منهم سيطرة في المنطقة السابقة للمملكة (انظر ملوك مملكة بيت المقدس).

## عرش العراق
ظهر الشريف علي بن الحسين ابن الأميرة بديعة بن علي مطالب بعرش العراق و كذلك الشريف رعد بن زيد.